# Компактний простір
Компа́ктний про́стір — це такий топологічний простір, що для будь-якого його відкритого покриття знайдеться скінчене підпокриття.
В топології, компактні простори за своїми властивостями нагадують скінченні множини в теорії множин.
В математичному аналізі компактна множина — це обмежена й замкнута множина в {\displaystyle \mathbb {R} ^{n}}.

## Пов'язані визначення
- Підмножину топологічного простору, що в індукованій топології є компактним простором, називають компактною множиною або компактом.
- Множину називають відносно компактною чи передкомпактною, якщо її замикання компактне.
- Локально компактний простір — топологічний простір, в якому будь-яка точка має окіл, замикання якого компактне.
- Секвенційно компактний простір — топологічний простір, у якому з кожної послідовності можна виділити збіжну підпослідовність.
- Зліченно компактний простір — топологічний простір, із кожного зліченного покриття якого можна виділити скінченне підпокриття.
- Слабко зліченно компактний простір — має таку властивість, що кожна нескінченна підмножина має граничну точку.

## Властивості

### Загальні властивості
- Кожна замкнена підмножина компактного топологічного простору є компактною
- Для будь-якого неперервного відображення образ компакта — компакт.
- Компактна підмножина гаусдорфового простору є замкнена.
- Теорема Тихонова: добуток довільного числа компактних множин (з топологією добутку) компактний.
- Будь-яке неперервне взаємно-однозначне відображення компакта в гаусдорфів простір є гомеоморфізмом.
- У компактних просторах кожне центроване сімейство замкнених множин, тобто сімейство, в якому перетини скінченних підсімейств не порожні, має непорожній перетин. Див. також Лема про вкладені відрізки.
- Кожна неперервна функція із компактного топологічного простору в {\displaystyle \mathbb {R} ^{n}} є обмеженою і досягає свого найбільшого і найменшого значення.
- Образ компактного топологічного простору при неперервному відображенні також є компактним

### Властивості компактних метричних просторів
- Метричний простір компактний тоді і тільки тоді, коли будь-яка послідовність точок в ньому містить підпослідовність, що збігається.
- Для скінченовимірних евклідових просторів підпростір є компактом тоді і тільки тоді, коли він обмежений і замкнений. Про простори, що мають таку властивість, говорять, що вони задовольняють властивості Гейне — Бореля. Див. також Теорема Больцано — Вейєрштрасса.
- Лема Лебега: Для будь-якого компактного метричного простору і відкритого покриття {\displaystyle \{V_{\alpha }\},\ \alpha \in A} існує додатне число {\displaystyle \,\!r} таке, що будь-яка підмножина, діаметр якої менший за {\displaystyle \,\!r}, міститься в одній з множин {\displaystyle \,\!V_{\alpha }}. Таке число називають числом Лебега.
- У компактних просторах кожен ультрафільтр збігається принаймні до однієї точки.
- Для метричних просторів наступні твердження є еквівалентними: компактність; повнота та цілком обмеженість; секвенційна компактність; зліченна компактність.

## Приклади компактних множин
- в будь-якому топологічному просторі множина, що складається з однієї точки, а також будь-яка скінченна, завжди компактна.
- замкнені й обмежені множини в {\displaystyle \mathbb {R} ^{n}}
- теорема Асколі — Арцела дає характеризацію компактних множин для деяких функціональних просторів. Розглянемо простір {\displaystyle C(X)} неперервних функцій на метричному компактному просторі {\displaystyle X} з нормою {\displaystyle \|f\|=\sup _{x}|f(x)|}. Тоді замикання множини функцій {\displaystyle F} в {\displaystyle C(X)} компактне тоді і тільки тоді, коли {\displaystyle F} рівномірно обмежена і рівностепенево (одностайно) неперервна.
- простір Стоуна булевої алгебри
- компактифікація топологічного простору
- Компактні групи Лі

## Історія
Бікомпактний простір — термін, введений П. С. Александровим як посилення введеного М.Фреше поняття компактного простору: топологічний простір компактний — в первинному смислі слова — якщо в кожному зліченному відкритому покритті цього простору міститься його скінченне підпокриття. Проте подальший розвиток математики показав, що поняття бікомпактності настільки важливіше за первинне поняття компактності, що в наш час під компактністю розуміють саме бікомпактність, а компактні в старому смислі простори називають зліченно-компактними. Обидва поняття рівносильні в застосуванні до метричних просторів.